# Сеслово
Сеслово (на гръцки: Σεβαστό, Севасто, катаревуса: Σεβαστόν, Севастон, до 1927 година Σέσλοβο, Сеслово) е село в Егейска Македония, Гърция, дем Кукуш, област Централна Македония със 150 жители (2001).

## География
Селото е разположено на 5 километра югоизточно от град Кукуш (Килкис).

## История

### В Османската империя
В „Етнография на вилаетите Адрианопол, Монастир и Салоника“, издадена в Константинопол в 1878 година и отразяваща статистиката на населението от 1873 година, Сеслово (Seslovo) е посочено като селище в каза Аврет Хисар (Кукуш) с 25 домакинства, като жителите му са 108 българи. Според статистиката на Васил Кънчов („Македония. Етнография и статистика“) в 1900 година Сеслово има 200 жители българи християни и 50 цигани.
Християнското население на селото е под върховенството на Българската екзархия. По данни на секретаря на Екзархията Димитър Мишев („La Macédoine et sa Population Chrétienne“) в 1905 година в Сеслово (Seslovo) има 176 българи екзархисти.

### В Гърция
В 1913 година след Междусъюзническата война селото попада в Гърция. Населението му се изселва в България и на негово място са настанени гърци бежанци.
През 1927 години селото е прекръстено на Севастон. В 1928 година селото е изцяло бежанско с 68 семейства и 257 жители бежанци.